# Liste des édifices labellisés « Patrimoine du XXe siècle » du Val-d'Oise
Cet article recense les monuments historiques protégé au titre du Patrimoine du XXe siècle du département du Val-d'Oise, en France,.

## Statistiques
Au 31 décembre 2014, le Val-d'Oise compte 4 immeubles protégés du patrimoine du XXe siècle.

## Liste
| Monument                                              | Commune                | Adresse                  | Coordonnées                      | Notice         | Protection | Date | Illustration                                          |
| ----------------------------------------------------- | ---------------------- | ------------------------ | -------------------------------- | -------------- | ---------- | ---- | ----------------------------------------------------- |
| Église Notre-Dame-de-la-Paix d'Arnouville-lès-Gonesse | Arnouville-lès-Gonesse | 16 rue Paul-Bert         | 48° 59′ 36″ nord, 2° 24′ 41″ est | « EA95000001 » |            | 2011 | Église Notre-Dame-de-la-Paix d'Arnouville-lès-Gonesse |
| Église Sainte-Geneviève de Garges-lès-Gonesse         | Garges-lès-Gonesse     | 22 rue du Colonel-Fabien | 48° 58′ 22″ nord, 2° 23′ 21″ est | « EA95000002 » |            | 2011 | Église Sainte-Geneviève de Garges-lès-Gonesse         |
| Église Saint-Michel de Goussainville                  | Goussainville          | 5 rue Simon-Bolivar      | 49° 02′ 02″ nord, 2° 28′ 29″ est | « EA95000003 » |            | 2011 | Église Saint-Michel de Goussainville                  |
| Grand ensemble de Sarcelles                           | Sarcelles              |                          | 48° 58′ 44″ nord, 2° 22′ 26″ est | « EA95000004 » |            | 2008 | Image manquante Téléverser                            |